# Rosnice červenooká
Rosnice červenooká (Litoria chloris) je malý obojživelník z čeledi rosničkovití.

## Popis
Rosnice červenooká je průměrně 6,5 cm velká žába. Její zbarvení je velice variabilní. Vrchní stranu těla a přední stranu končetin mívá obvykle světle zelenou, ojediněle také se světlým skvrněním, spodní strana těla bývá nejčastěji žlutá. Zbarvení končetin může být u některých jedinců také bílé, někteří mohou mít modré nebo modročerné zbarvení stehen.
Jak už z jejího názvu vyplývá, má jasně červené oči. Na prstech má přísavné polštářky, díky kterým dokáže šplhat po kmenech stromů či tenkých a vlhkých větvích. Pulci jsou obvykle šedí nebo hnědí s podélným zlatavým pruhem.

## Rozšíření
Rosnička červenooká žije v tropických deštných lesích ve východní Austrálii v rozmezí od Sydneyi až po severní Queensland (viz mapka níže).

## Chování
Díky skrytému způsobu života existují o chování rosnice červenooké značné nejasnosti. Většinu roku žije samostatně ve vrchním patru deštného lesa. Podobně jako ostatní rosnice se živí drobným hmyzem. Během února až března se samci v lesních jezírcích, rybnících, zátokách a v blízkosti jiných stojatých vod ozývají sténavým „aaaa rk“, po kterém obvykle následují měkké trylky, kterým se snaží přilákat pozornost samičky.

## Význam
Kožní sekrety na těle rosničky červenooké obsahují podobně jako u rosnice siné (Litoria caerulea) látky, které dokáží potlačit choroboplodné zárodky viru HIV.